# Seddon Atkinson

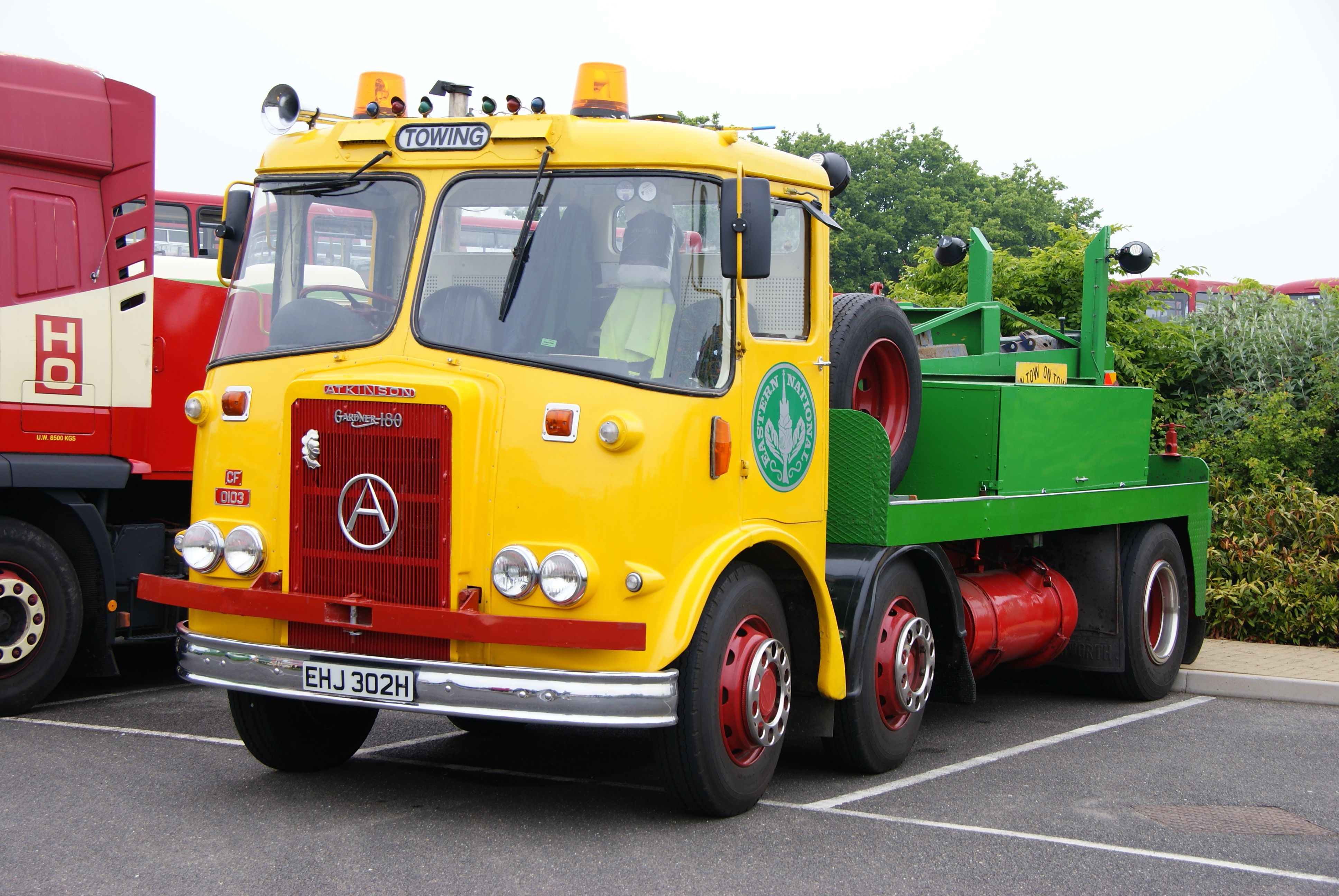

Seddon Atkinson es un fabricante de vehículos de transporte de mercancías establecido en Oldham, Gran Mánchester, Inglaterra. Actualmente su propietario es IVECO quien usa la marca para vehículos especiales en Reino Unido.

Seddon Atkinson Vehicles Limited fue en un principio Atkinson Vehicles Ltd la cual fue adquirida por Seddon Diesel Vehicles Ltd en 1970. 
Posteriormente fue comprada en 1974 por la American International Harvester. Esta la vendió al que fuera su socio español ENASA, en marzo de 1984 por la cantidad simbólica de una libra.
Ahora es propiedad del fabricante italiano IVECO tras la compra de ENASA en 1990. Los modelos fabricados son los EuroMover, Pacer y el Strato, destinado a la retirada y reciclaje de basura y obras de construcción. La gama se vende en todo el Reino Unido por una red de 13 distribuidores; la red de concesionarios de Seddon Atkinson es compartida con la red de concesionarios de los modelos IVECO.
Los actuales vehículos Seddon Atkinson son idénticos a los fabricados con la marca IVECO. 

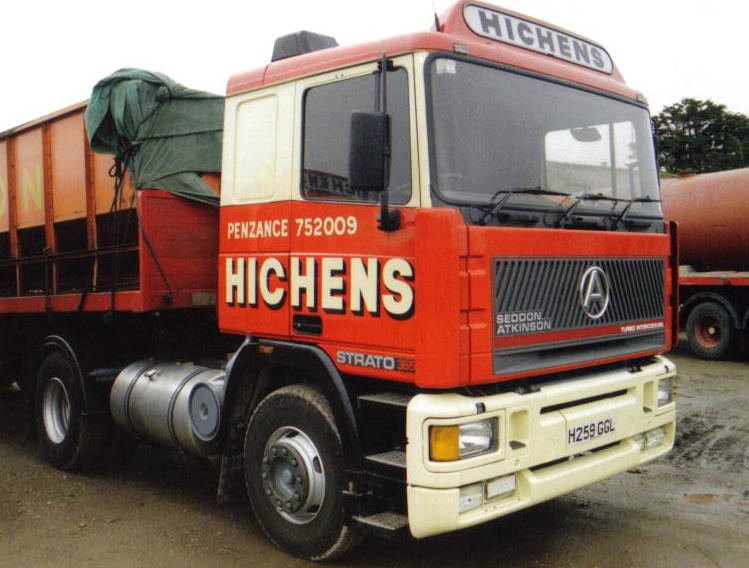
Seddon Atkinson Strato, con la misma cabina Cabtec de ENASA de los Pegaso Troner

El logo es una gran A con un círculo, usualmente cromado (o efecto de cromo) en la parrilla del radiador o tapa frontal. El logo circular de Atkinson data de 1937, habiendo reemplazado el anterior 'Knight Of The Road' usado en los antiguos Atkinson.

## Historia
Originalmente era una empresa de reparación y fabricación de vagones, fundada en 1907, en Preston, Lancashire, Inglaterra, Atkinson & Co se ha renombrado hasta llegar a Seddon Atkinson Vehicles Ltd a través de una sucesión de fusiones.